# Klingsor
Klingsor är en roman av Torgny Lindgren från 2014. Den handlar om konstnären Klingsor och en grupp personer som skriver hans biografi. 